# Grimmia gebhardii
Grimmia gebhardii là một loài Rêu trong họ Grimmiaceae. Loài này được Spreng. mô tả khoa học đầu tiên năm 1807.